# Colymbetes vagans
Colymbetes vagans är en skalbaggsart som beskrevs av Sharp 1882. Colymbetes vagans ingår i släktet Colymbetes och familjen dykare. Inga underarter finns listade i Catalogue of Life.